# Sarasota Clay Court Classic 2003
Il Sarasota Clay Court Classic 2003 è stato un torneo di tennis giocato sulla terra verde. È stata la 2ª edizione del Sarasota Clay Court Classic, che fa parte della categoria Tier IV nell'ambito del WTA Tour 2003. Si è giocato a Sarasota negli USA, dal 31 marzo al 6 aprile 2003.

## Campionesse

### Singolare
Anastasija Myskina ha battuto in finale  Alicia Molik con il punteggio di 6–4, 6–1

### Doppio
Liezel Huber /  Martina Navrátilová hanno battuto in finale  Shinobu Asagoe /  Nana Miyagi con il punteggio di 7–6(8), 6–3